# Nérac
Nérac là một xã trong tỉnh Lot-et-Garonne, thuộc vùng Nouvelle-Aquitaine của nước Pháp, có dân số là 6787 người (thời điểm 1999). Nérac nằm cạnh dòng sông nhỏ Baïse, một sông nhánh của sông Garonne.

## Những người con của thành phố
- François Darlan, đô đốc và chính trị gia
- Michel Polnareff, nhạc sĩ nhạc pop